# موت المسيح من منظور إسلامي
إن قضية صلب أو وفاة يسوع (عيسى) هو أمر هام بالنسبة للمسلمين لأنهم يؤمنون أن المسيح سيعود قبل نهاية الزمان. ويؤمن المسلمون أن المسيح لم يُصلَب، ولكن تم رفع جسده إلى السماء من قبل الله، وهو اعتقاد يزعم أنه قد تم العثور عليه في إنجيل باسيليدس وهو من الأناجيل المنتحلة كما يعتقد المسيحيين.
اعتمادا على تفسير الآية التالية، والمستخرجة من علماء المسلمين الذين أبدوا وجهات نظر مختلفة. ويعتقد البعض أنه حسب الكتاب المقدس، فإن صلب يسوع لم يدم طويلا بما فيه الكفاية بالنسبة إليه كي يموت في حين يرى فريق آخر أن الله قد أعطى شخص آخر شكل يسوع، مما سبب إلى الجميع الاعتقاد بأن يسوع قد صلب (رأي الأغلبية). الثالث يمكن أن يكون تفسيره أن يسوع كان مسمرا على الصليب، ولكن حيث أن جسده يعد خالدا فهو «لا يموت» أو لم يكن «مصلوبا» [حتى الموت]. يبدو ذلك فقط لتعارض المقترجين السابقين الثاني والثالث، ولكن آخرين يؤكدون أن الله لا يستخدم الخداع وبالتالي يؤكدون أن صلبه فقط لم يحدث. أساس كل هذه المعتقدات هو الآية التالية في القرآن:
﴿وَقَوْلِهِمْ إِنَّا قَتَلْنَا الْمَسِيحَ عِيسَى ابْنَ مَرْيَمَ رَسُولَ اللَّهِ وَمَا قَتَلُوهُ وَمَا صَلَبُوهُ وَلَكِنْ شُبِّهَ لَهُمْ وَإِنَّ الَّذِينَ اخْتَلَفُوا فِيهِ لَفِي شَكٍّ مِنْهُ مَا لَهُمْ بِهِ مِنْ عِلْمٍ إِلَّا اتِّبَاعَ الظَّنِّ وَمَا قَتَلُوهُ يَقِينًا ۝١٥٧ بَلْ رَفَعَهُ اللَّهُ إِلَيْهِ وَكَانَ اللَّهُ عَزِيزًا حَكِيمًا ۝١٥٨﴾
سورة النساء آيات 157-158

## المسيح يحيا
مناقشة تفسير هؤلاء العلماء الذين ينكرون عملية الصلب، في دائرة المعارف الإسلامية كما يلى:
 وفيما يتعلق بتفسير المسلمين الذين يقبلون بصلب المسيح ينص محمود أيوب:

### تفسير بديل
في حين أن معظم العلماء الغربيين،  اليهود، والمسيحيين يعتقدون أن المسيح مات على الصليب، ويعتقد معظم المسلمين أنه قد رفع إلى السماء دون أن يوضع على الصليب والله قد جعل شخصا آخر يظهر تماما مثل المسيح الذي صلب بدلا منه. يؤمن المسلمون بالصعود الجسدي للمسيح إلى السماء، هناك ليمكث حتى يوم القيامة في نهاية الزمان.
وكانت هوية البديل الذي صلب بدلا من المسيح مصدر اهتمام كبير بين المسلمين. أحد الاقتراحات هو أن الله استخدم واحدا من أعداء يسوع.وهو يهوذا الإسخريوطي، وغالبا ما استشهد حول خائن يسوع، بإنجيل برنابا، وذلك من قبل القرون الوسطى الاقتراح الثاني هو أن يسوع طلب شخص ما كي يتطوع ليصلب بدلا منه. سمعان القوريني وهو الشخص المقبول الأكثر شيوعا لفعل ذلك، ربما لأنه وفقا لالأناجيل الإزائية انه اضطر من قبل الرومان لحمل الصليب إلى يسوع (ليس هناك ما يشير في الأناجيل أنه قد تطوع). البيضاوي يكتب أنه قال ل تلاميذ المسيح أن كل من يتطوع سيذهب إلى السماء إن رواية سجلت في التأويل للقرآن الكريم من ابن كثير وهو يتمتع بدرجة من الحجية التي كتبها أئمة علماء السنة ويوفر تفسير معقول للآية القرآنية المتعلقة بإستبدال يسوع:

## التفسير الإسلامي للأحداث في نهاية الحياة الدنيوية للمسيح
يوسف بن عبد البر، وهو الفقيه المالكي من القرن الحادي عشر، يكتب أنه كانت هناك خلافات في الرأي حول هذه القضية وأهل السنة كان لديهم قبول بالمجيء الثاني للمسيح من خلال التقارير الفردية من قبل الرواة الذين هم يتمتعون بالسمعة في أسانيدهم وهي وجهة نظر يدعمها غالبية المسلمين (أنظر المجيء الثاني للمسيح).[بحاجة لمصدر] ومع ذلك، فإن بعض العلماء المسلمين مثل الشيخ محمد الغزالي (ليس الإمام الغزالي)، جاويد أحمد الغامدي يجادل بأن يسوع كان تم إنقاذه حقا ولكن تم توفيه من قبل الله قبل أن يصعد بجسده والله لايسمح أبدا بإهانة رسله ولا حتى لجثثهم.
توماس ماك إلوين قد نص على أن سياق الآية هو واضح في مناقشة سخرية اليهود من المسيحيين، وليس في سياق ما إذا كان أو لم يكن يسوع قد مات. ويتابع أن النص يمكن أن يفسر على أنه إنكار موت يسوع على يد اليهود ويضيف بدلا من إنكار وفاته، مع ذلك، إن «التعبيرات ضد صلبه قوية جدا، بحيث أن تفسير معنى أن الرومان قد إقترفوا الفعل بدلا من اليهود مشكوك به أيضا»، وأنه إذا كان هذا المعنى هو الصحيح، «كان يمكن أن يكون أكثر فعالية لتقرير أن الرومان قد قتلوا المسيح، بدلا من التأكيد على أن اليهود لم تكن في حوزتهم الحقائق.»
ووفقا لبعض الترجمات، يقول المسيح في القرآن:
﴿مَا قُلْتُ لَهُمْ إِلَّا مَا أَمَرْتَنِي بِهِ أَنِ اعْبُدُوا اللَّهَ رَبِّي وَرَبَّكُمْ وَكُنْتُ عَلَيْهِمْ شَهِيدًا مَا دُمْتُ فِيهِمْ فَلَمَّا تَوَفَّيْتَنِي كُنْتَ أَنْتَ الرَّقِيبَ عَلَيْهِمْ وَأَنْتَ عَلَى كُلِّ شَيْءٍ شَهِيدٌ ۝١١٧ إِنْ تُعَذِّبْهُمْ فَإِنَّهُمْ عِبَادُكَ وَإِنْ تَغْفِرْ لَهُمْ فَإِنَّكَ أَنْتَ الْعَزِيزُ الْحَكِيمُ ۝١١٨ قَالَ اللَّهُ هَذَا يَوْمُ يَنْفَعُ الصَّادِقِينَ صِدْقُهُمْ لَهُمْ جَنَّاتٌ تَجْرِي مِنْ تَحْتِهَا الْأَنْهَارُ خَالِدِينَ فِيهَا أَبَدًا رَضِيَ اللَّهُ عَنْهُمْ وَرَضُوا عَنْهُ ذَلِكَ الْفَوْزُ الْعَظِيمُ ۝١١٩ لِلَّهِ مُلْكُ السَّمَاوَاتِ وَالْأَرْضِ وَمَا فِيهِنَّ وَهُوَ عَلَى كُلِّ شَيْءٍ قَدِيرٌ ۝١٢٠﴾
سورة المائدة آيات 117-120
غالبية المسلمين تترجم الفعل "mutawafik" (متوفيك) «الموت بعد فترة من الزمن» في حين أن آخرين قد ترجموها«للموت أسباب طبيعية». العلماء المسلمين مثل جاويد أحمد الغامدي ينظر فيه بوصفه الموت الجسدي للمسيح، وبالتالي التشكيك في عودته أو قيامته. جيفري باريندر يناقش تفسيرات مختلفة من الفصل القرآني 19، الآية 33 (والسلام علي يوم ولدت ويوم أموت ويوم أبعث حياً "33") ويكتب في استنتاجه أن «الأثر التراكمي للآية القرآنية هو لصالح الموت الحقيقي بقوة». هذه الآية يمكن أن تشير أيضا إلى المجيء الثاني للمسيح. ووفقا لتقاليد المسلمين، سوف يموت المسيح بعد مجيئه الثاني.
ينبغي للمرء أن يلاحظ، أن الادعاء بأن يسوع سيموت بعد قدومه الثاني يحمل معارضة مباشرة للتعاليم المسيحية.حيث يعتقد المسيحيون أن المسيح سوف يسود على الأمم إلى الأبد، وأيضا يرون عيسى، المعروف باسم يشوع أو المسيح كابن الله.
الأقلية التالية من الترجمات أو المترجمين تترجم «الوفاة»:
- القرآن كما يفسر نفسه
- محمد أسد
- جورج سيل
- محمد أحمد[14]
- مولانا محمد علي
- ترجمة القرآن وحده[15]
- جون ميدوز رودويل

ومع ذلك، فإن غالبية مترجمي القرآن بما في ذلك عبد الله يوسف علي، محمد حبيب شاكر ومرمدوك بيكثال، لا تترجم على أنها «للوفاة».
علي بن بابويه القمي (توفى 0,991 م) ويروي كمال الدين أن يسوع ذهب إلى وطن بعيد. تم تكييف هذا من قبل أحمدية (طائفة) كأساس ل سنوات يسوع الضائعة ويدعم هذا الرأى أيضا من قبل كتاب مثل هولجر كيرستن (1981) وهم يدعون دفن يسوع في ضريح روزا بال في سريناغار. لكن السلطات السنية في الضريح تنفي هذه الهرطقة كما يقولون أنه رجل مقدس من المسلمين دفن هناك. وقد تم فحص تلك الإدعاءات النظرية في الأفلام الوثائقية ونظموا الزيارات السياحية إلى الموقع. ردود الفعل العلمية رفضت باستمرار تلك النظريات، مثل نوربرت كلات (1988)، وأشارت إلى تكهنات من قبل باحثون هنود مثل غونتر جرونبولد (1985).
ديفيد مارشال لانج ذكر في كتابه 1957 كتاب «حكمة Balahvar» أن الارتباك في علامات التشكيل في الوثائق العربية أدى إلى الخلط بين كشمير وكوشينارا (المكان الذي مات فيه بوذا) مع مكان موت المسيح. لانج قد أشار إلى أن مصطلح Budhasaf (ربما يعنى بوذا) أصبح Yudasaf، Iodasaph، ثم Yuzasaf، وأسفر عن تأكيدات أن المسيح قد دفن في سريناجار. في عام 1981 (في أسطورة يسوع كشمير: التاريخية) ثم في عام 2011 بيربيسكو هو أحد علماء الكتاب المقدس السويديين ذكر أيضا أن الالتباس حول التقاليد بخصوص غوتاما بودا في بارلام ويهوشافاط أسطورة قد أسفرت عن الخلط في افتراض Bilawhar بأن يسوع كان Yuzasaf ودفن في كشمير
هو أحد علماء الكتاب المقدس السويدي.

## الروابط الخارجية
- Jesus in Heaven on Earth An account of Jesus' life and death in Kashmir